# Zenion
Zenion es un género de peces de la familia Zenionidae.

## Especies
- Zenion hololepis (Goode y T. H. Bean, 1896)
- Zenion japonicum Kamohara, 1934
- Zenion leptolepis (Gilchrist y von Bonde, 1924)
- Zenion longipinnis Kotthaus, 1970

## Distribución y hábitat
El género está conformado por cuatro especies y se distribuye por Nueva Gales del Sur y Queensland, Australia. También se ha reportado en África y América del Sur.
Algunas de las especies que conforman el género pueden alcanzar los 700 metros de profundidad. Suelen habitar sobre fondos de lodos o arena, en plataformas y taludes continentales.